# Musée paléoécologique de Cerin
Le Musée paléoécologique de Cerin est un musée situé à Marchamp, dans le département de l'Ain, en Auvergne-Rhône-Alpes. Il présente des collections relative à la paléontologie, en particulier des fossiles issus du site paléontologique de Cerin.
https://www.museedecerin.com/

## Présentation
Le musée est créé en 1986 dans un ancien lavoir, sous la houlette du maire Paul Grinand. L’association du Musée Paléoécologique de Cerin-Marchamp, fondée en 1987, se charge de la gestion et de l’animation du lieu.
Le Sentier des Carriers, aménagé par le CEN (Conservatoires d’espaces naturels) Rhône-Alpes débute au musée et conduit à la carrière de pierres lithographiques et à la zone de fouilles,.

## Historique
Les premiers fossiles de poissons du site de Cerin ont été retrouvés en 1838 par l’ingénieur-géologue Aimé Drian. Quelques années auparavant, en 1821, Jules Itier, chargé du lever de la carte géologique de l’Ain, avait recueilli pour sa part des empreintes de poissons et de végétaux fossiles dans divers gisements bugistes. En 1846, Aimé Drian communique ses découvertes au savant Victor Thiollière qui comprit d’emblée l’importance paléontologique du gisement. Jusqu’à la date de sa mort en 1859, il ne cesse de rassembler des fossiles de Cerin. Cette collection de pièces exceptionnelles est donnée au musée Guimet d’Histoire naturelle de Lyon. Elle fait aujourd'hui partie de la collection du musée des confluences.
En 1969, l’idée d’un chantier émerge au sein du laboratoire associé au CNRS n° 11 dirigé par le professeur David. En 1975, les fouilles peuvent commencer. Le plus grand chantier d’Europe en la matière démarre.
Les fouilles dureront 20 ans et permettront de donner des réponses précises aux paléontologues. Les découvertes prouvent l'existence à Cerin d'une lagune tropicale datant du Kimméridgien, environ 145 millions d'années.